# 散打评书
散打评书是一种口头讲说的表演形式，是评书的一种。

## 历史
散打评书是由中国四川民间艺术家李伯清于20世纪80年代创造出的一种新的艺术形式，由于其内容贴近生活，诙谐幽默，很快就在川渝地区流行开来。

## 关键词
- 假打